# Дубицький В'ячеслав Володимирович
В'ячесла́в Володими́рович Дуби́цький (* 10 серпня 1947, село Вербка Кам'янець-Подільського району Хмельницької області) — український політик.
Кандидат економічних наук (2004); кол. нар. деп. України.
Н. 10.08.1947 (село Вербка, Кам'янець-Подільський район, Хмельницька область).

## Освіта
Кам'янець-Подільський сільськогосподарський інститут (1965-70), учений агроном; Київський торговельно-економічний інститут (1986), економіст, "Економіка торгівлі"; кандидатська дисертація "Розвиток інтеґраційних процесів в АПК" (2004, Інститут аграрної економіки УААН).

## Кар'єра
Народний депутат України 4-го скликання 04.2002-04.2006, виборчій округ № 192, Хмельницька область, самовисування. За 18.06%, 12 суперн. На час виборів: голова Кам'янець-Подільської райдержадміністрації, член Партії регіонів. Член фракції СДПУ(О) (05.2002-12.2004), член фракції партії "Єдина Україна" (12.2004-02.2006). Голова підкомітету з питань підприємництва Комітету з питань промислової політики та підприємництва (з 06.2002).
- 1970 - інженер з нормування праці радгоспу "Перемога" Івано-Франківської області.
- 05.1970-1972 - служба в армії.
- 1972-1975 - керівник відділення радгоспу "Ленінець" Хмельницького району Хмельницької області.
- 05.-09.1975 - директор радгоспу "Хмельницький".
- 09.1975-10.1980 - заступник генерального директора Хмельницького виробничо-аграрного об'єднання садівничих радгоспів.
- 10.1980-1988 - директор Хмельницької міжрайонної заготівельної бази облспоживспілки.
- 10.1988-1993 - заступник голови правління Хмельницької облспоживспілки.
- 04.1993-06.1996 - президент Хмельницької обласної виробничо-комерційної фірми "Хмельницькнафтопродукт".
- 1996-1998 - голова ВАТ "ВКФ "Хмельницькнафтопродукт".
- 07.1998-04.2002 - голова Кам'янець-Подільської райдержадміністрації.

Член СДПУ(О) (2002-12.04)

## Нагороди
Заслужений працівник сільського господарства України (09.2002). Орден Дружби народів (1986). Орден "За заслуги" III ступеня (11.2004).